# Metrosideros salomonensis
Metrosideros salomonensis är en myrtenväxtart som beskrevs av Cyril Tenison White. Metrosideros salomonensis ingår i släktet Metrosideros och familjen myrtenväxter. Inga underarter finns listade i Catalogue of Life.